# Divisione Nazionale 1939
La Divisione Nazionale 1939 è stata la 18ª edizione del torneo di primo livello del campionato italiano di hockey su pista. Esso è stato organizzato dalla Federazione Italiana Hockey e Pattinaggio.
Il torneo fu vinto dal Pubblico Impiego per l'8ª volta nella sua storia.

## Avvenimenti
Il torneo del 1939 vide al via solo sei club. La formula fu quella del girone all'italiana. Il Pubblico Impiego ebbe la meglio sulle avversarie vincendo nove incontri sui dieci disputati e laureandosi per l'ottava volta nella sua storia campione d'Italia.

## Squadre partecipanti
| Club                | Stagione | Città   | Stagione precedente         |
| ------------------- | -------- | ------- | --------------------------- |
| DLF Trieste         | dettagli | Trieste | In Divisione Nazionale      |
| Lazio               | dettagli | Roma    | In Divisione Nazionale      |
| Milan               | dettagli | Milano  | In Divisione Nazionale      |
| Monza GRF M.Bianchi | dettagli | Monza   | In Divisione Nazionale      |
| Novara              | dettagli | Novara  | In Divisione Nazionale      |
| Pubblico Impiego    | dettagli | Trieste | Campione d'Italia in carica |

## Classifica
|  | Pos. | Squadra             | Pt | G  | V | N | S | GF | GS | D   | Note / Qualificazioni |
|  | ---- | ------------------- | -- | -- | - | - | - | -- | -- | --- | --------------------- |
|  | 1.   | Pubblico Impiego    | 19 | 10 | 9 | 1 | 0 | 76 | 11 | +65 |                       |
|  | 2.   | DLF Trieste         | 13 | 10 | 6 | 1 | 3 | 31 | 23 | +8  |                       |
|  | 3.   | Novara              | 11 | 10 | 5 | 1 | 4 | 30 | 15 | +15 |                       |
|  | 4.   | Monza GRF M.Bianchi | 11 | 10 | 5 | 1 | 4 | 30 | 28 | +2  |                       |
|  | 5.   | Lazio               | 4  | 10 | 2 | 0 | 8 | 19 | 59 | -40 |                       |
|  | 6.   | Milan               | 2  | 10 | 1 | 0 | 9 | 22 | 51 | -29 |                       |

## Verdetti
| Verdetto               | Club                         |
| ---------------------- | ---------------------------- |
| Campione d'Italia 1939 | Pubblico Impiego (8º titolo) |

### Squadra campione
| N° | Naz.                      | Ruolo | Sportivo          | Anno | Alt. | Peso |
| -- | ------------------------- | ----- | ----------------- | ---- | ---- | ---- |
|    | Italia (bandiera)         | E     | Emilio Bertuzzi   | 1916 |      |      |
|    | Italia (bandiera)         | E     | Mario Cergol      | 1911 |      |      |
|    | Italia (bandiera)         | E     | Grazzi            |      |      |      |
|    | Italia (bandiera)         | E     | Padovan           |      |      |      |
|    | Italia (bandiera)         | P     | Oliviero Panicari | 1911 |      |      |
|    | Italia (bandiera)         | E     | Narciso Pecorari  |      |      |      |
|    | Italia (bandiera)         | E     | Giovanni Poser    |      |      |      |
|    | Italia (bandiera)         | E     | Giorgio Veos      |      |      |      |
|    | non conosciuta (bandiera) | All.  |                   |      |      |      |